# Hartmannsdorf bei Kirchberg

Hartmannsdorf bei Kirchberg est une commune de Saxe (Allemagne), située dans l'arrondissement de Zwickau, dans le district de Chemnitz.